# Kaminoyama, Yamagata
Kaminoyama (上山市 Kaminoyama-shi) là một thành phố thuộc tỉnh Yamagata, Nhật Bản.